# Ekmanianthe
Ekmanianthe é um género botânico pertencente à família Bignoniaceae.

## Espécies
- Ekmanianthe actinophylla
- Ekmanianthe longiflora

## Nome e referências
Ekmanianthe Urb.